# Акнієт (Куркелеський сільський округ)
Акніє́т (каз. Ақниет) — село у складі Сариагаського району Туркестанської області Казахстану. Адміністративний центр Куркелеського сільського округу.
До 2008 року село називалося Ільїч.
Населення — 4658 осіб (2021; 2894 у 2009, 1773 у 1999, 1545 у 1989).